# 小野美希
小野 美希（おの みき、1982年9月20日 - ）は、日本のフリーアナウンサー。ジョイスタッフ所属。元テレビユー福島のアナウンサー。ただ、同姓同名がいる。

## 来歴・人物
- 福島県会津若松市出身。身長166cm。福島県立会津女子高等学校（現・福島県立葵高等学校）を経て大東文化大学卒業。大東大在学中は圭三プロダクションの圭三塾17期生でもあった。

- 2005年、大学卒業とともにNHK和歌山放送局の契約キャスターとなる。同局で契約キャスターを1年間務めた後に帰郷し、テレビユー福島に入社。当初2年は契約職であったが、2008年にそのまま正社員に登用された。契約期間中、「女子アナ出題!Theご当地問題DVD&カード」（タカラトミー、2007年9月27日発売）に出演した。2008年4月からは、テレビユー福島の地上デジタル放送推進大使を務めている。

- 2011年3月11日の東北地方太平洋沖地震（東日本大震災）発生時にはテレビユー福島本社報道・制作フロア内で地震に遭遇し、フロア内の揺れの様子をリポートした。その後も、長時間ニューススタジオに詰めて県内や系列キー局・TBSテレビへの情報発信や同僚アナウンサーのサポートに徹した。

- 2020年3月31日をもって、テレビユー福島を退社。同年4月1日よりセント・フォースと業務提携の上、フリーアナウンサーとして活動する。なお、移籍後も『Nスタふくしま』の出演は継続するとしていたが[2]、出産のために2022年5月27日をもって降板した[3][4]。

## 過去の出演番組

### NHK和歌山
- ぐるっと関西おひるまえ
- わかやまNEWSウェーブ（リポーター）ほか

### TUF
- ふくしまきのこ探検隊
- MUSIC BARパロパロ B-SIDE （2007年4月 - 2008年3月）
- グーテン
- イブニング・シックス
- THE NEWS-f
- ふしぎのトビラ（福島リポーター）
- TUF NEWS LIVE スイッチ!
- Nスタふくしま